# Amblyzancla araeoptila
Amblyzancla araeoptila is een vlinder uit de familie van de stippelmotten (Yponomeutidae). De wetenschappelijke naam van de soort werd in 1938 gepubliceerd door Turner.